# Oreovalgus bryanti
Oreovalgus bryanti är en skalbaggsart som beskrevs av Gilbert John Arrow 1944. Oreovalgus bryanti ingår i släktet Oreovalgus och familjen Cetoniidae. Inga underarter finns listade i Catalogue of Life.